# Falbogi Wielkie
Falbogi Wielkie – wieś sołecka w Polsce, położona w województwie mazowieckim, w powiecie płońskim, w gminie Załuski.
| SIMC    | Nazwa    | Rodzaj     |
| ------- | -------- | ---------- |
| 0129751 | Zajączki | przysiółek |

W latach 1975–1998 wieś administracyjnie należała do województwa ciechanowskiego.